# Pastel

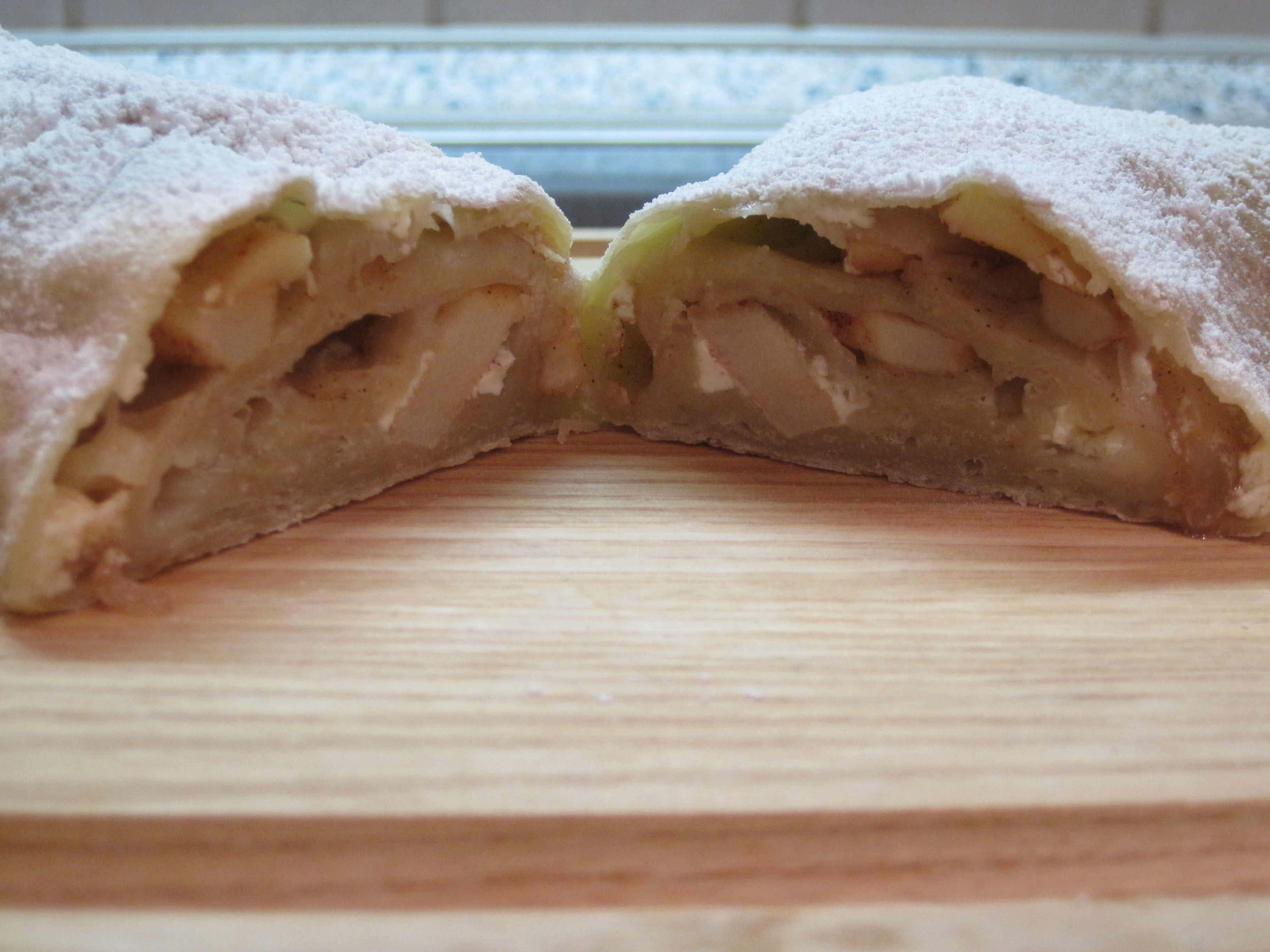
Strudel de manzana, un pastel típicamente alemán.

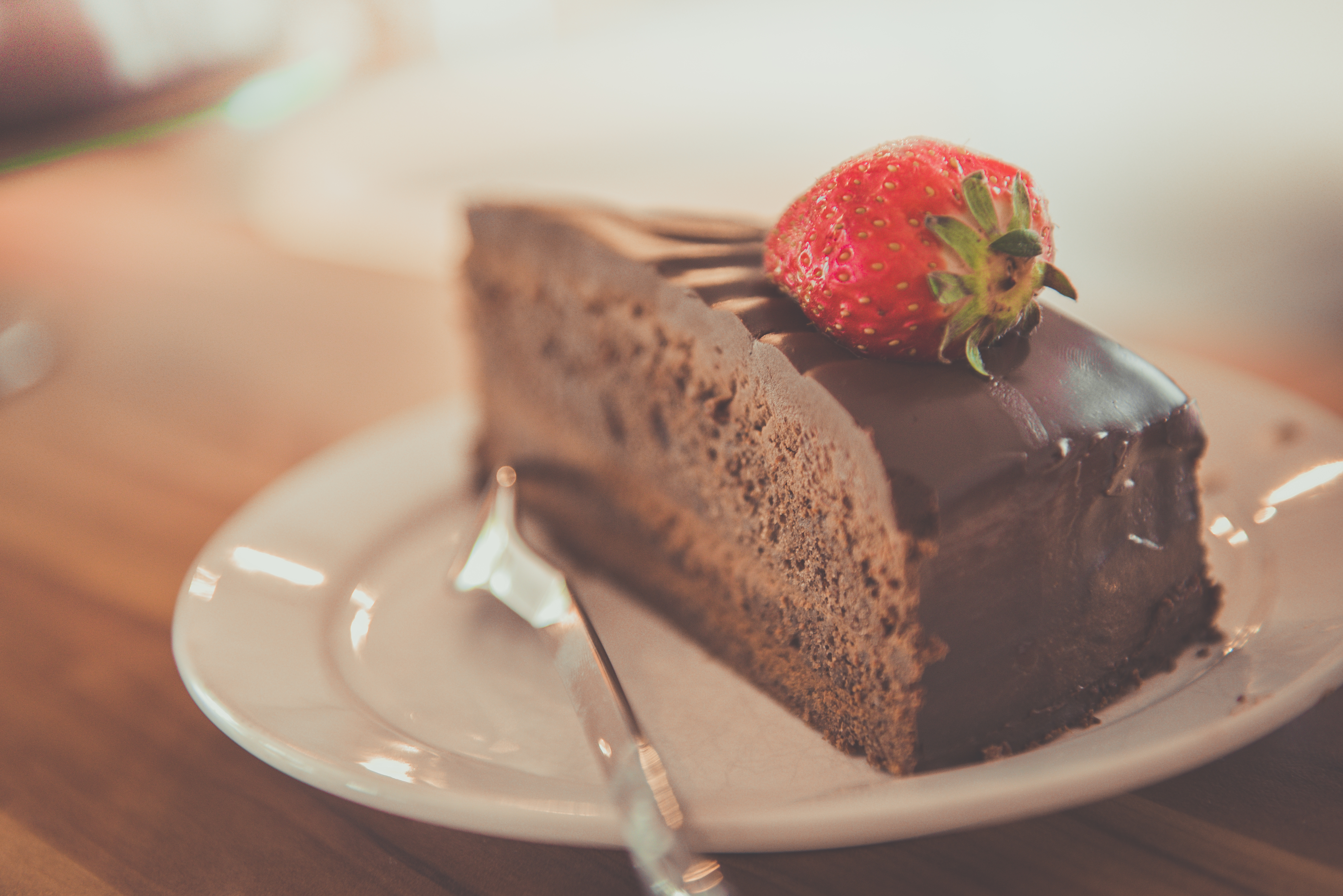
Una porción de pastel de chocolate.

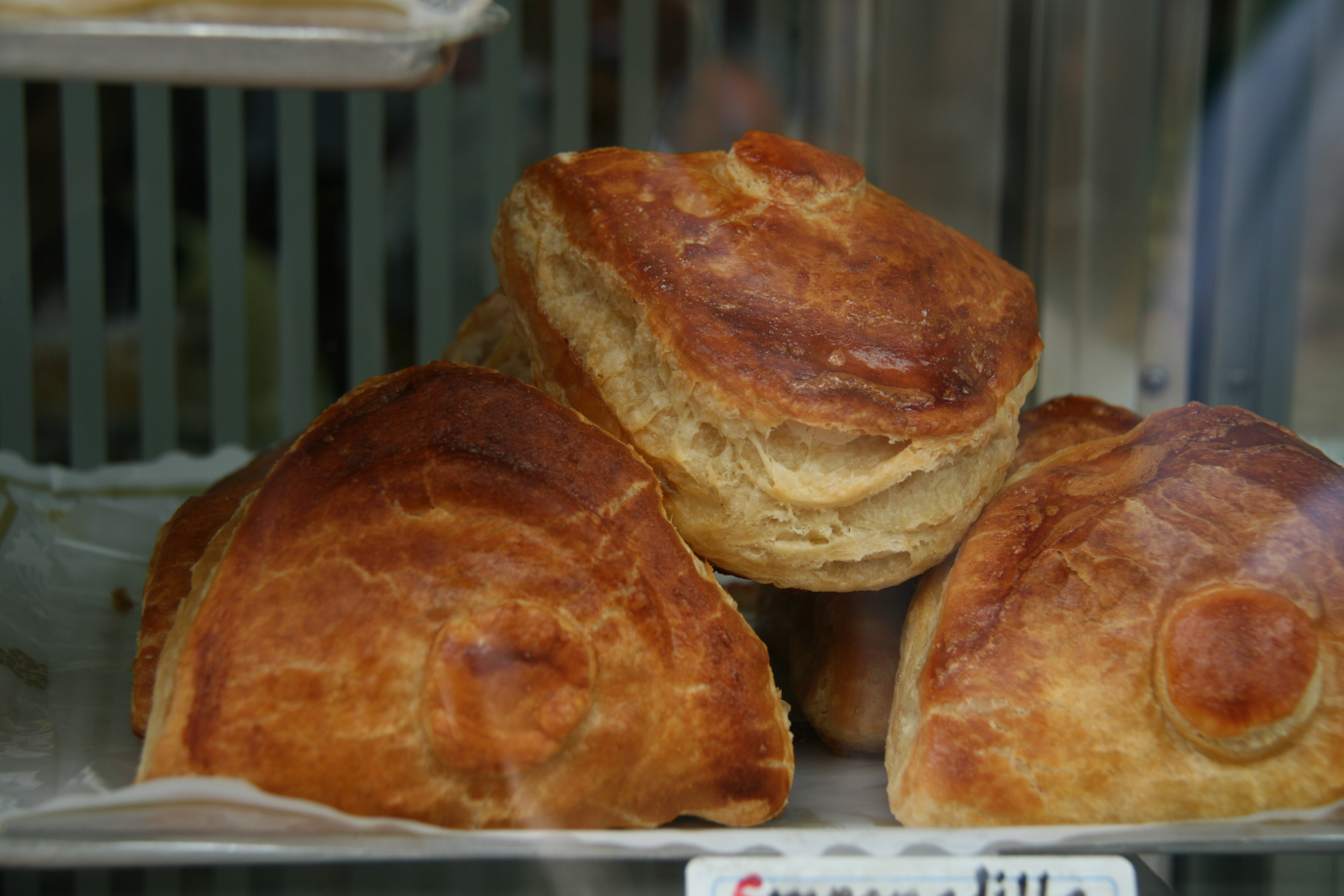
Pastelillos de atún.

Un pastel es, según la definición del Diccionario de la lengua española de la Real Academia Española, una «masa de harina y manteca, cocida al horno, en que ordinariamente se envuelve crema o dulce, y a veces carne, fruta o pescado». Esta descripción coincide con la que aparece en algún viejo libro de cocina española, como el de Domingo Hernández de Maceras, de 1607, en el que el nombre de pastel se aplica solamente a aquel que tiene la masa hojaldrada, con relleno dulce o salado; si es de otro modo (generalmente con masa semejante a la del pan y relleno salado), se llama empanada, y a veces, «empanada a la inglesa». Según el tamaño, se distinguía entre el pastelillo (pequeño), el pastel (individual) y el pastelón (para varias personas); todavía se utilizan estas denominaciones en pastelerías españolas tradicionales.
Los locales o industrias que preparaban pasteles se llamaron Pastelerías de pasteles, por lo que otras preparaciones hechas en esos locales tomaron también el nombre de pastel, de modo que modernamente, el nombre de 'pastel' (del francés antiguo pastel) se ha extendido a otros tipos de elaboración y, es de uso común entender que son un tipo de dulces elaborados a base de masa.
En Colombia y en otros países de América a veces se le denomina al pastel como torta.

## Geosinónimos y localismo del uso de las palabras pastel, torta y tarta

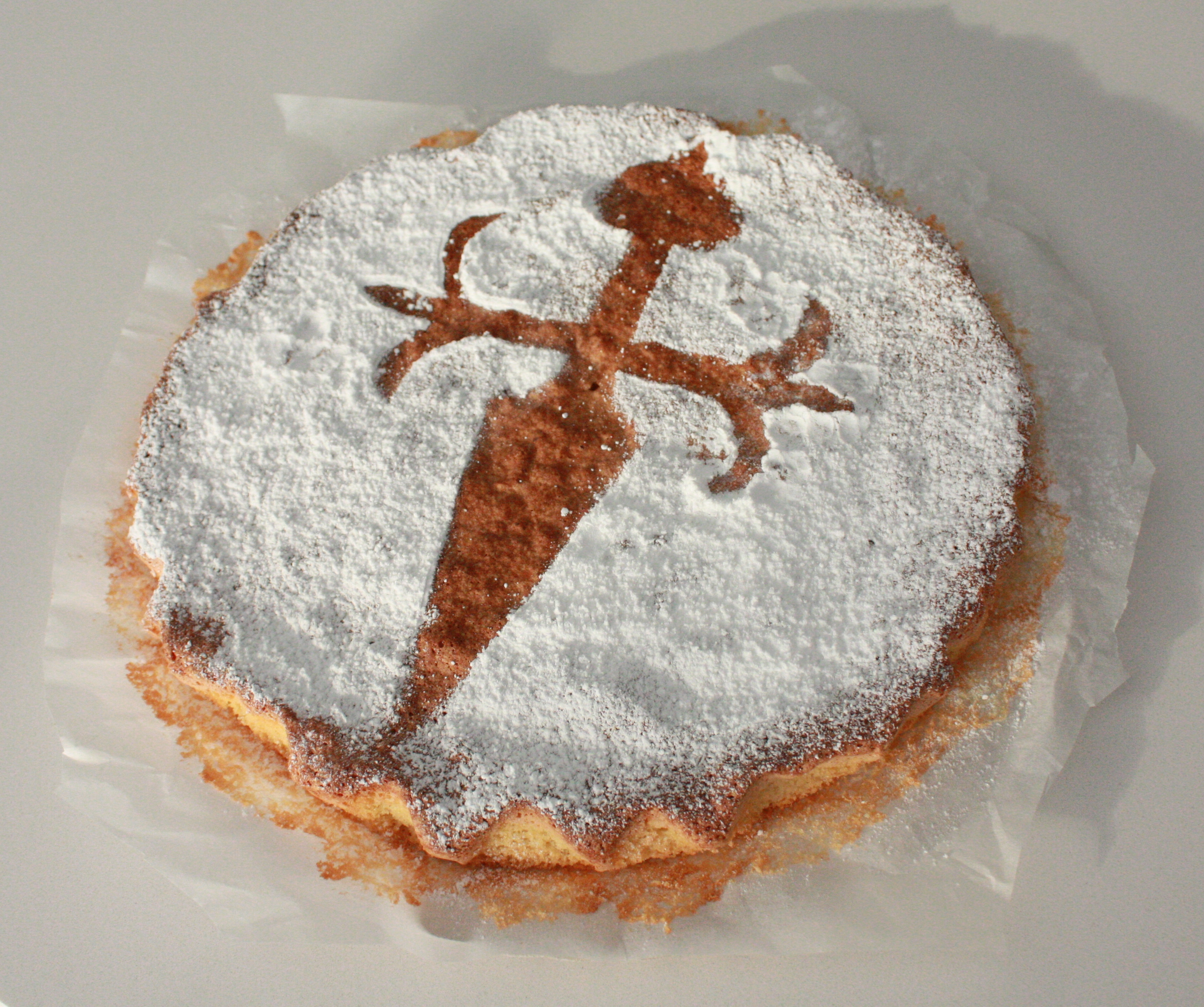
Tarta de Santiago, hecha a base de almendras.

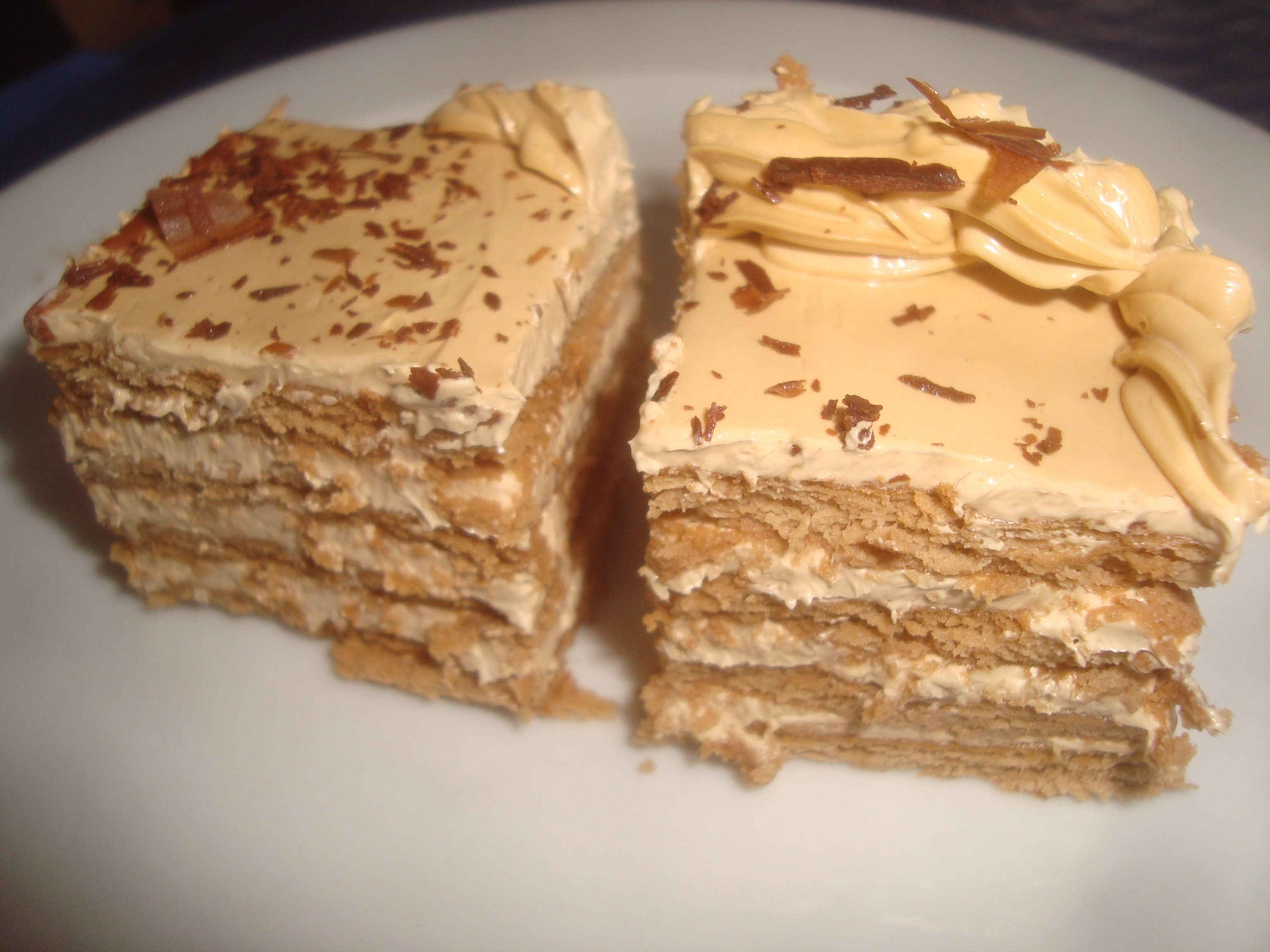
"Coca moka". Tarta de Moka.

Tarta es el nombre dado en España al dulce de cierto tamaño, sea de bizcocho, de hojaldre o de masa quebrada rellena. Por el contrario, en casi todos los países hispanoamericanos se le conoce como «torta», a excepción de México y El Salvador, donde torta es un sándwich de tipo salado. 
En Hispanoamérica, también se le llama torta o tarta a un tipo de alimento de hojaldre o masa quebrada, el pie (o pay) del mundo anglosajón, que envuelve algo no necesariamente dulce (tarta de crema dulce, de fruta, de pescado, o de carne), que es precisamente lo que tradicionalmente era un pastel. En cambio, a la preparación de bizcocho (siempre de dulce) se le llama en algunos países hispanohablantes (salvo España) usando una palabra derivada del préstamo del inglés «cake», como «queque», «quey», «keke», etc.
En España se emplea el término 'pastel' de forma general para referirse a las preparaciones que se confeccionan en las pastelerías, y en particular para referirse a dulces de tamaño reducido (podría decirse de tamaño individual) que se toman de postre o en aperitivos. 
En Chile un pastel es un plato elaborado sobre una cama de pino (localismo para referirse a un guiso de carne picada o molida) en cuya parte superior se añade una capa de masa de maíz tierno (pastelera de choclo) o puré de papa, así se tiene el pastel de choclo o de papas. Por su parte, el término torta se refiere al dulce grande elaborado a base de bizcocho que se rellena y se decora (cuando es un bizcocho simple se hace llamar queque).
En Colombia, se le llama «ponqué, pastel o torta» (una transliteración del término inglés pound cake); en Ecuador prevalece el nombre de pastel y a los helados rellenos se les conoce como tortas y en Panamá se le conoce simplemente como «dulce».
En Venezuela, un pastel por lo general suele ser salado (por ejemplo, de chucho, de atún, de cazón, etc.), mientras que la torta siempre es dulce (aunque hay excepciones como en la isla de Margarita donde se le llama torta de cazón al pastel elaborado con este tipo de pescado o al casabe cuyas porciones se les llaman torta de casabe).
En Argentina y Uruguay, se usan torta y tarta para referirse a preparaciones horneadas a base de masa y de tamaño considerable que son tanto dulces como saladas, la diferencia está en si el relleno es cubierto o no por una capa superior de masa, de estar cubierto es una torta, en caso contrario es una tarta, aunque más específicamente una tarta consiste en una capa delgada de masa que deja la parte superior del relleno al descubierto. La denominación de pasteles y empanadas tomó un giro en cuanto a la definición de Hernández, el término pastel se usa para referirse a los pastelitos criollos, una especialidad típica de hojaldre, tamaño mediano rellena de dulce (por lo general de membrillo) y fritos en grasa, mientras que las empanadas son un platillo típico de varios países de Latinoamérica, hechas con masa de pan, tal cual se ha citado.

## Generalidades

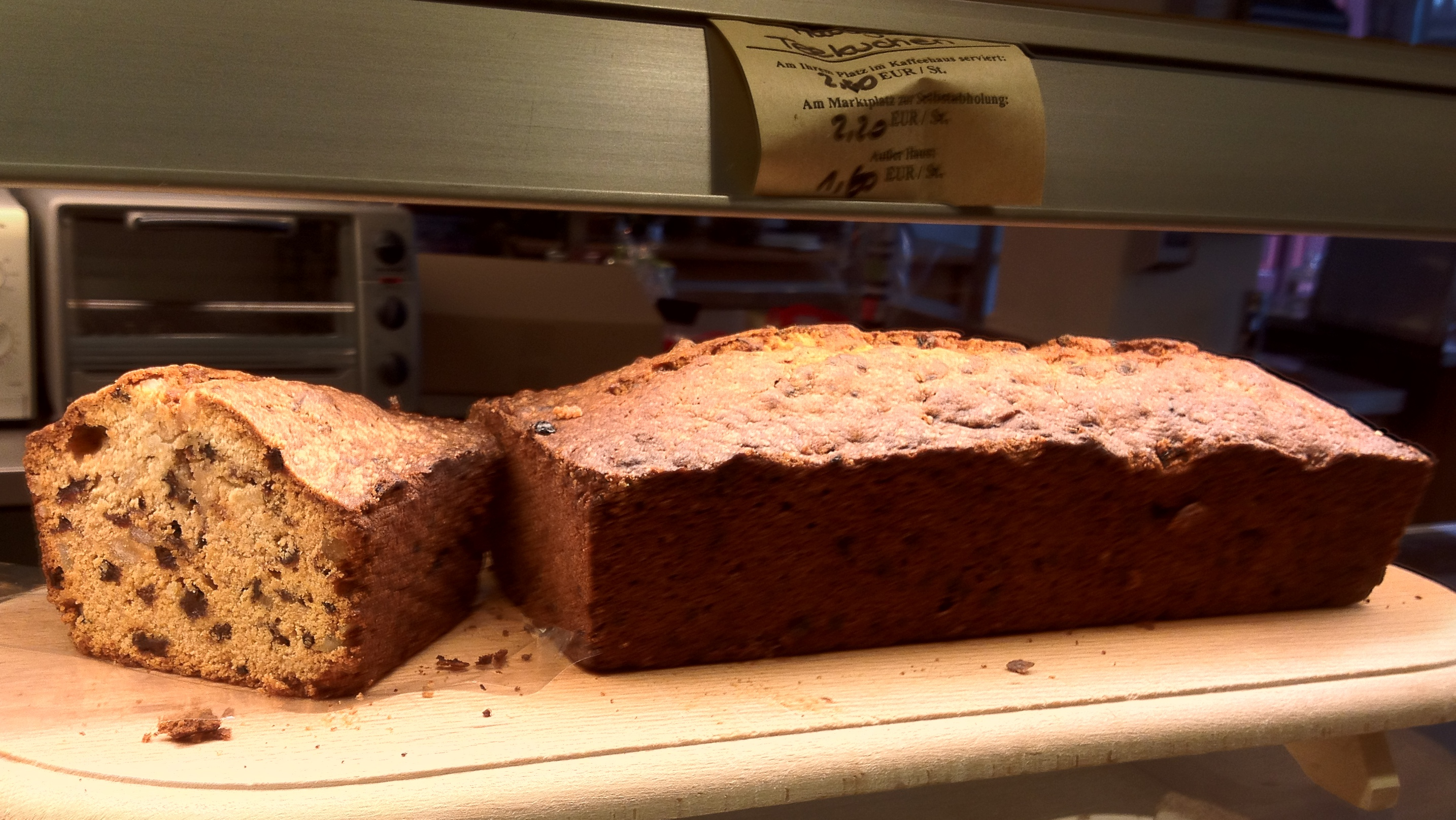
Pastel para acompañar el té con pasas sultanas en un molde.

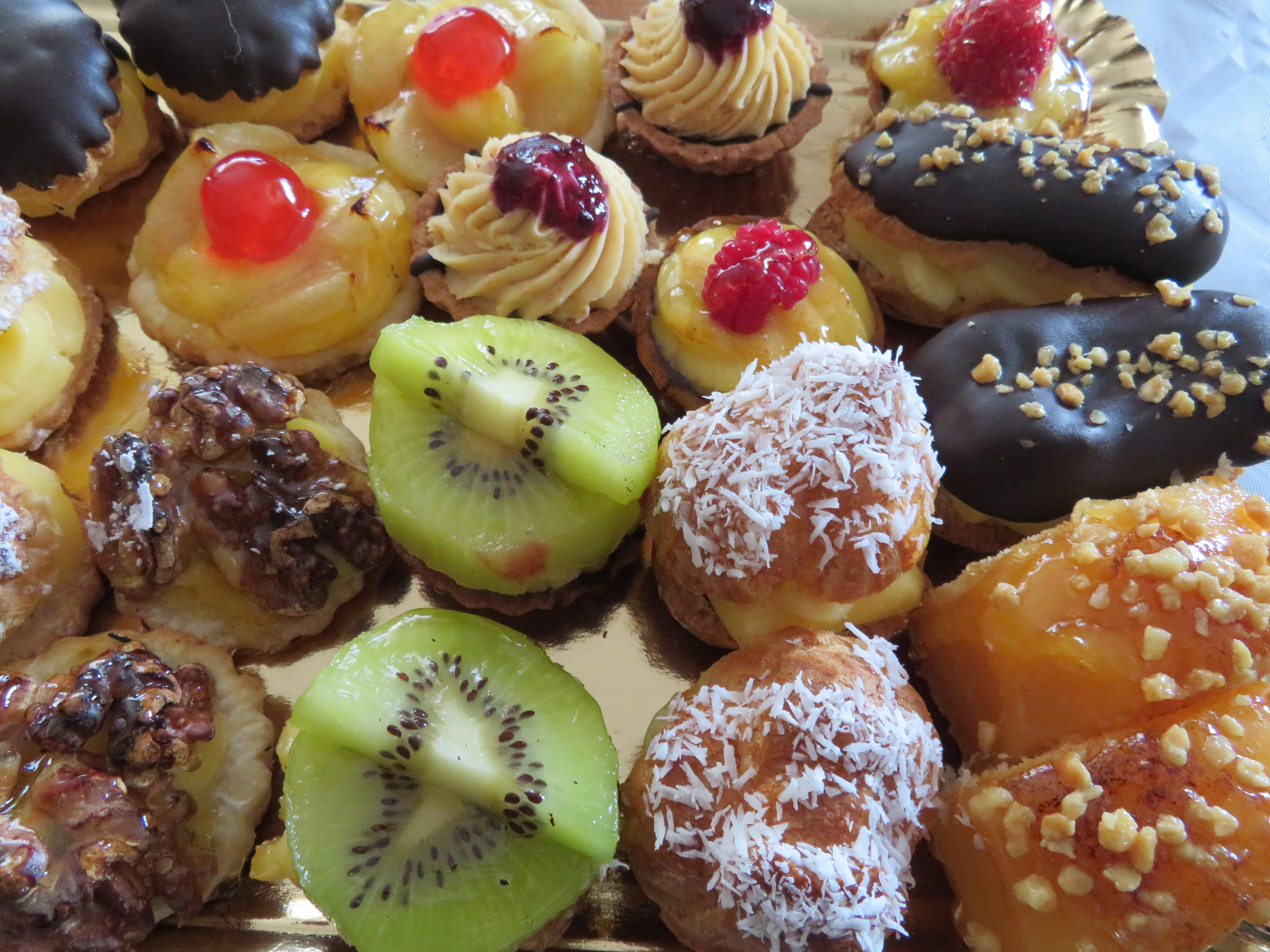
Bandeja de repostería dulce.

Dependiendo de la receta, la masa del pastel se compone principalmente de harina, azúcar, aglutinante, (por ejemplo, huevo), así como grasa. (mantequilla o margarina), un líquido (leche, agua o zumo de fruta), saborizantes y aromatizantes, y un gasificante (polvo leudante o levadura), que se mezclan entre sí. En algunos pasteles se sustituyen u omiten algunos de estos ingredientes; por ejemplo, los pasteles sin gluten contienen frutos secos rallados, semillas o harina de coco en lugar de harina de cereales comercial. La adición de líquido tampoco es necesaria para todos los pasteles, y para algunos tipos de masa, como el bizcocho, puede omitirse el agente leudante, ya que los huevos batidos proporcionan suficiente aireación. Algunos tipos importantes de masa son la masa madre, la masa quebrada (masa amasada) y masa de bizcocho.
Las panaderías y pastelerías ofrecen pasteles por piezas o en bandejas. Los supermercados venden pasteles elaborados por grandes panaderías.
Las mezclas difieren mucho en las proporciones de los ingredientes. Cuanto mayor sea el contenido de grasa, más "pesada" se considera la masa y la masa resultante. Si la proporción de almidón de trigo es alta en comparación con la cantidad de harina (50% a 75% de la cantidad total de harina y almidón), la miga será de poros finos, esponjosa, tierna y algo seca, como se desea para bizcochos. Si, por el contrario, se reduce el contenido de almidón o se utiliza únicamente harina, como suele ser el caso de las tortas de mármol, la miga se vuelve de poros gruesos y firme. En lugar de fécula de trigo también puedes utilizar otros tipos como fécula de patata o de maíz. La harina integral también es muy adecuada para las mezclas de rebozado, ya que le da a la masa una textura más sustanciosa.
La elaboración de pasteles está tradicionalmente muy extendida, sobre todo en Europa y Norteamérica, mientras que en otros continentes sólo desempeña un papel secundario; en Asia se conocen casi exclusivamente los pasteles de arroz. En China, los pasteles de luna también tienen un significado especial.
En Europa, el pastel se come tradicionalmente por la tarde con café y pastel o con el café del domingo. A menudo se prepara tarta para fiestas de cumpleaños u ocasiones especiales.
Varios pasteles o productos horneados que llevan el término pastel en su nombre, como pancake (Plato de huevos), también el panqueque berlinés como pastel hirviendo, el pastel de crema agria o el pastel de fresa, que regionalmente se conoce como pastel de fresa, no cuentan como pasteles. El perro frío o pastel de bodega, que no se hornea en el verdadero sentido de la palabra, sino que suele servirse como pastel, es por tanto también un postre o postre, similar al tiramisú.

## Harina para tartas en países anglosajones
La harina especial para tartas, con una elevada proporción de almidón y gluten, se elabora a partir de trigo de textura fina, blanda y baja en proteínas. Está fuertemente blanqueada y, en comparación con la harina de uso general, la harina de pastelería tiende a dar lugar a pasteles con una textura más ligera y menos densa. Por lo tanto, a menudo se especifica o se prefiere en pasteles destinados a ser suaves, ligeros y/o de color blanco brillante, como el pastel de ángel. Sin embargo, si se pide harina para pastel, se puede hacer un sustituto sustituyendo un pequeño porcentaje de harina de uso general por maicena (harina de maíz) o eliminando dos cucharadas de cada taza de harina de uso general. Algunas recetas especifican o permiten explícitamente la harina de uso general para hacer pan, especialmente cuando se desea una textura de pastel más firme o densa.

## Decoración de pasteles

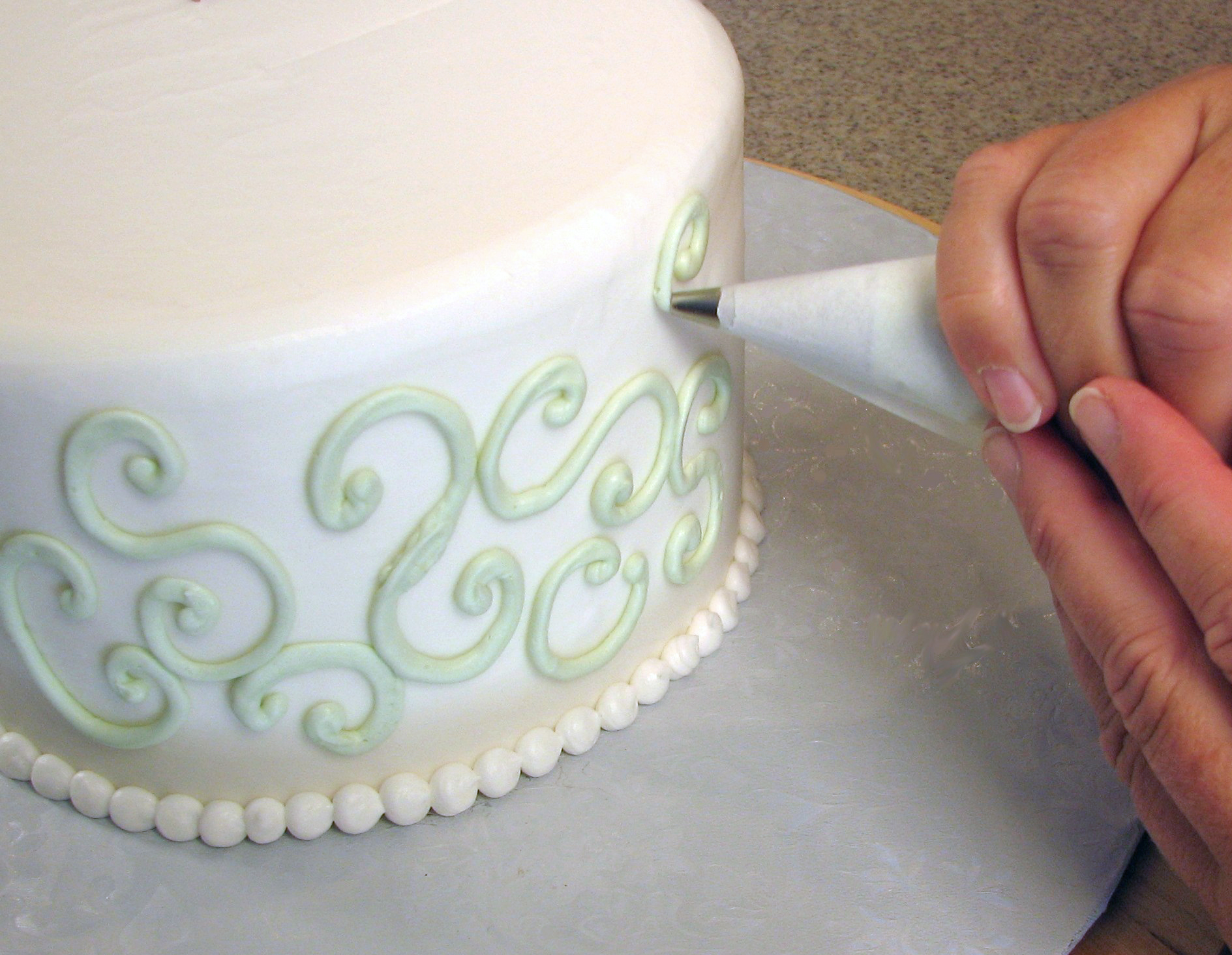
Decoración de pasteles - Espirales de crema de manteca sobre los lados de este pastel realizadas con una manga pastelera de punta muy fina.

Un pastel terminado se decora a menudo cubriéndolo con glaseado, y aderezos como grana. El glaseado suele estar hecho de azúcar en polvo (glaseado), a veces algún tipo de materia grasa, derivado lácteo o nata, y a menudo aromatizantes como extracto de vainilla o cacao en polvo o de muchos otros sabores. Algunos decoradores utilizan un glaseado fondant enrollado, o merengue italiano. Las pastelerías comerciales suelen utilizar manteca de cerdo como grasa, y a menudo baten la manteca para introducir burbujas de aire. Esto hace que el glaseado sea ligero y untable. Los panaderos caseros utilizan manteca de cerdo, mantequilla, margarina o una combinación de ambas. Los sprinkles (grana) son pequeños trozos duros de azúcar y aceites que se colorean con diferentes colorantes alimentarios para far lugar a colores variados. A finales del siglo XX, se pusieron a disposición del público nuevos productos para la decoración de pasteles, entre ellos se encuentran varios tipos de sprinkles especializados e incluso métodos para imprimir imágenes y transferirlas al pastel.
Para una decoración de pasteles más compleja se necesitan herramientas especiales, como una manga pastelera o de repostería y diversas puntas de repostería, jeringuillas y esterilla de gofrado. Para utilizar una manga pastelera o una jeringuilla, se acopla una punta a la manga o a la jeringuilla mediante un acoplador. La manga o la jeringuilla se llena parcialmente de glaseado, que a veces se colorea. Con diferentes puntas y técnicas, un decorador de pasteles puede hacer muchos diseños distintos. Las puntas de decoración básicas son las de estrella abierta, estrella cerrada, cestería, redonda, flor de gota, hoja, múltiple, pétalo y puntas especiales. Para crear efectos en relieve se utiliza un tapete de estampado. En la decoración de pasteles se puede utilizar una plataforma giratoria para pasteles sobre la que se hacen girar los pasteles.
El glaseado real, mazapán (o una versión menos dulce, conocida como pasta de almendra), glaseado fondant (también conocido como pasta de azúcar), etc., y la crema de mantequilla se utilizan como glaseados de cobertura y para crear decoraciones. Las flores de azúcar, con variados sabores y colores, son una parte importante de la decoración de algunos pasteles. Los pasteles para ocasiones especiales, como los pasteles de boda, son tradicionalmente ricos pasteles de frutas u ocasionalmente pasteles de Madeira, que se cubren con mazapán y se glasean con glaseado real o pasta de azúcar. Se terminan con bordes ribeteados (hechos con glaseado real) y se adornan con un mensaje ribeteado, flores de azúcar alambradas, flores de fondant formadas a mano, frutas de mazapán, flores ribeteadas o frutas o flores cristalizadas como uvas o violetas.

Pasteles decorados
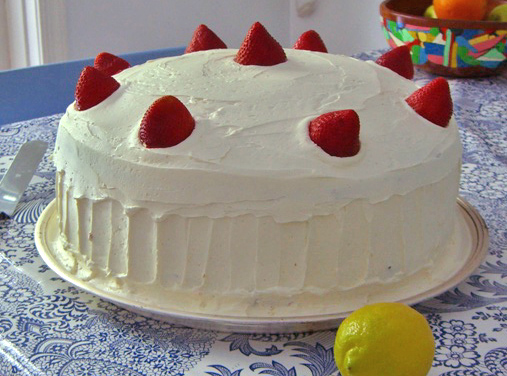
Un gran pastel decorado con frutillas
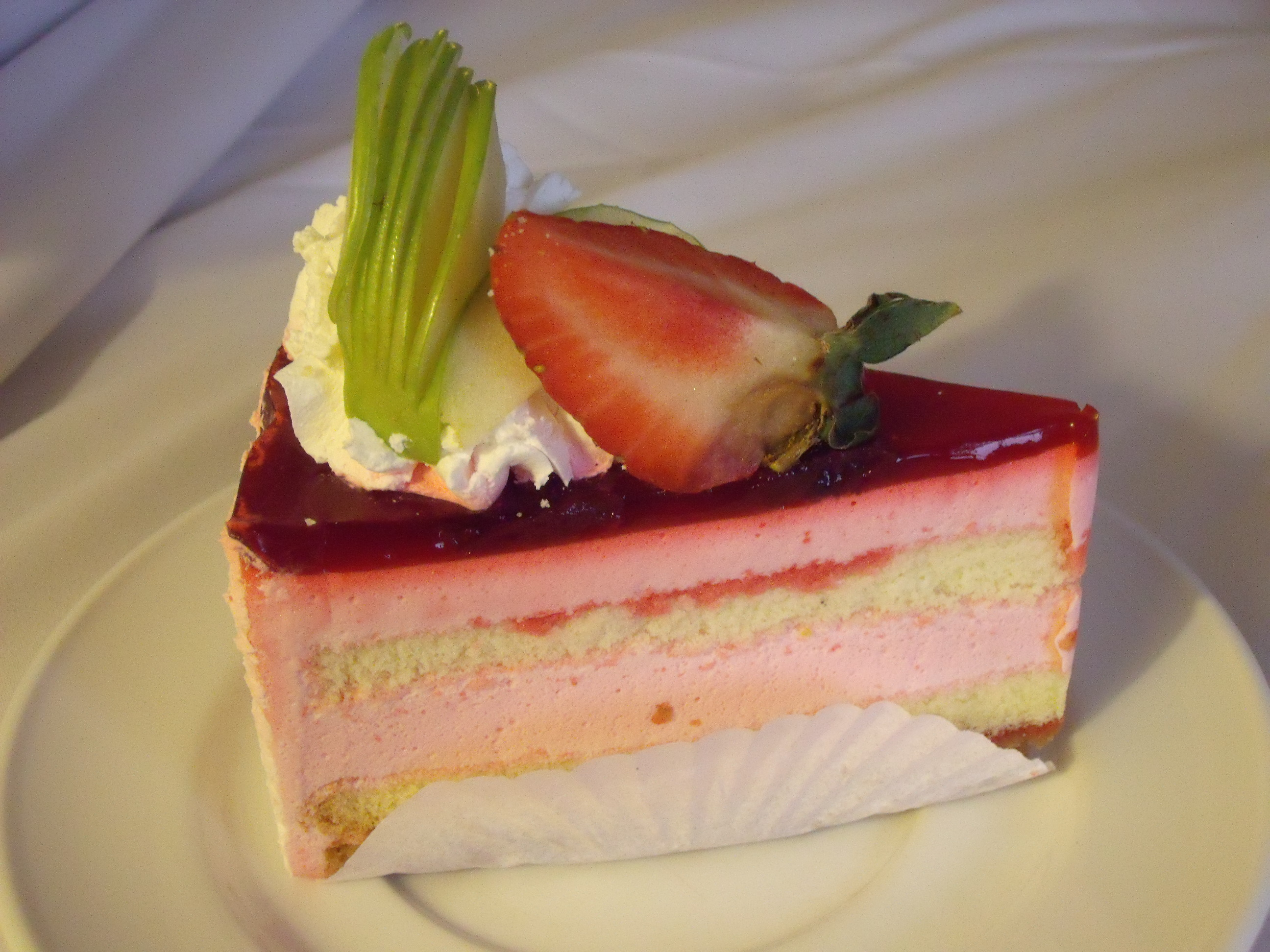
Un trozo de pastel de frutillas decorado con frutillas
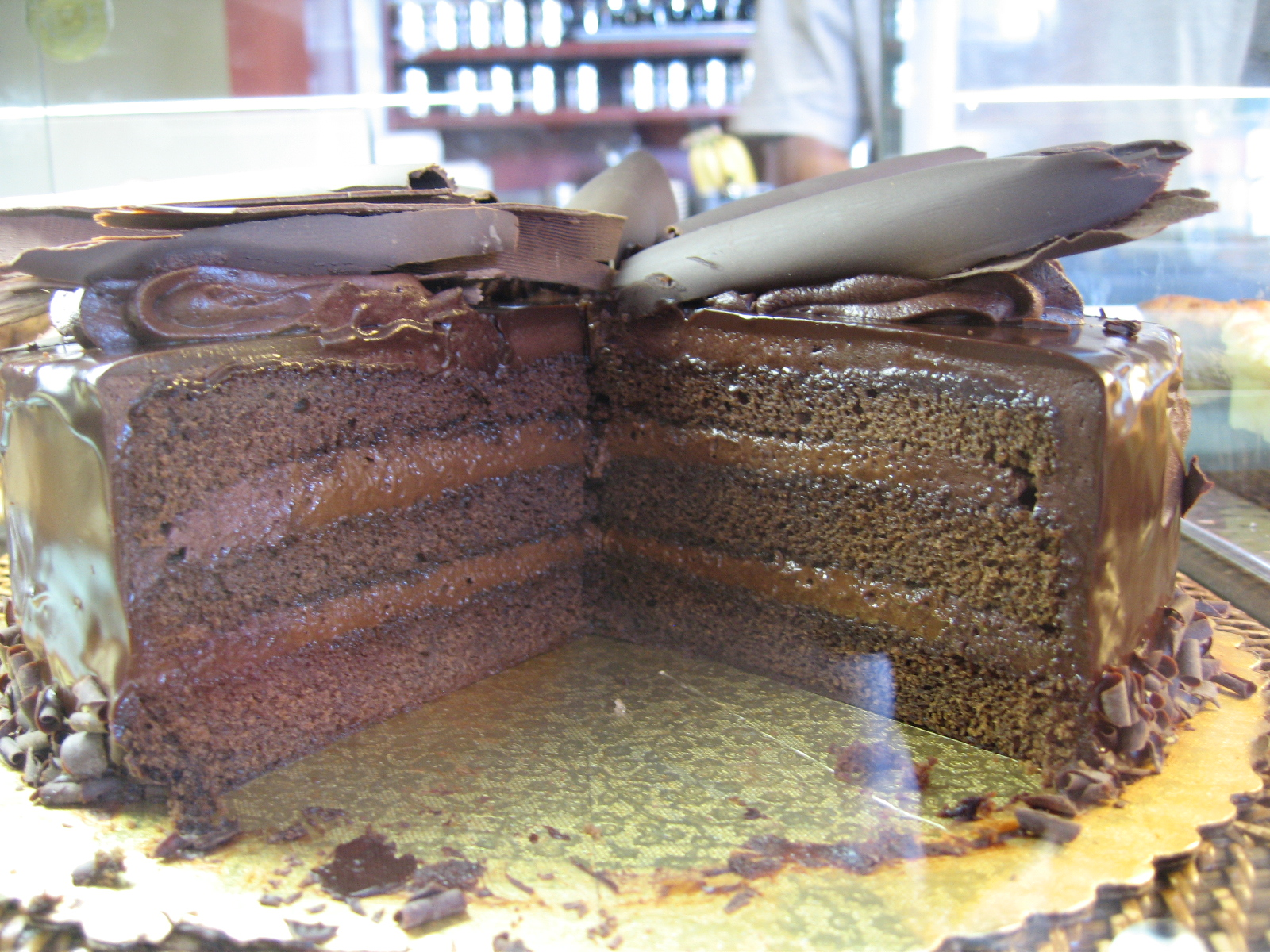
Pastel de capas de chocolate con cobertura de chocolate y ralladura de chocolate

## Utensilios de repostería
En la preparación de pasteles se suelen utilizar ciertos utensilios especiales.

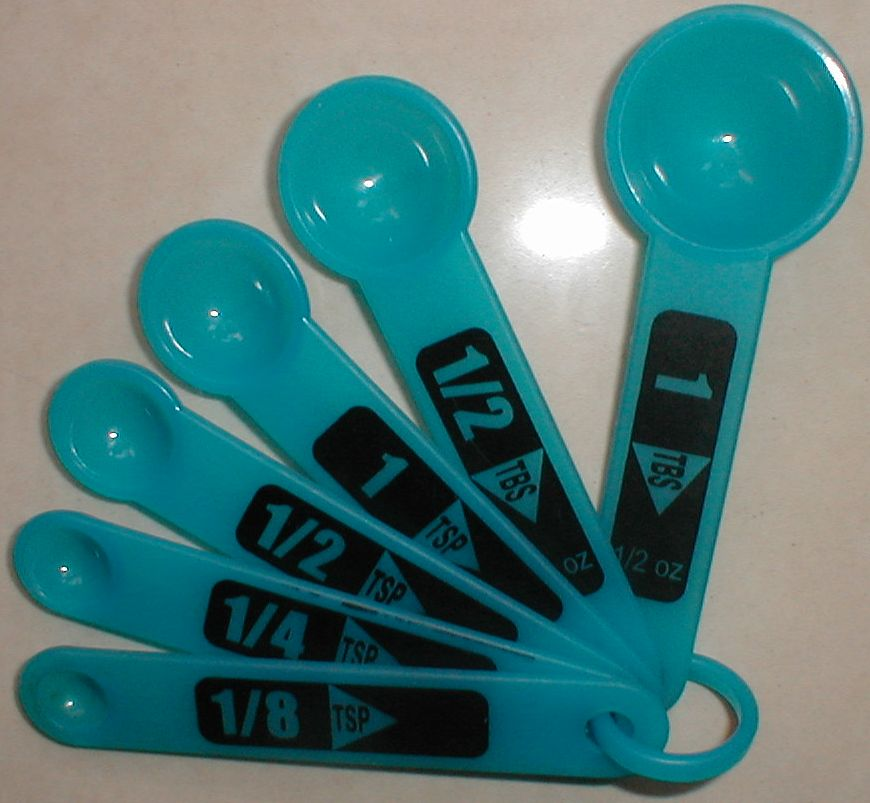
Un juego de seis cucharas medidoras para repostería.

- Cuchara medidora, una serie de cucharas medidoras es un sencillo dispositivo auxiliar para medir pequeñas cantidades de comida. Un juego de 6 cucharas medidoras incluye una cucharada , media cucharada, una cucharadita , media cucharadita, un cuarto de cucharadita y un octavo de cucharadita.
- Taza medidora, La capacidad de la unidad puede variar según el país. En Japón, la capacidad de cada taza es de 200 ml, en Estados Unidos es de 240 ml [66] y en Australia y el Reino Unido es de 250 ml.
- Rejilla para enfriar pasteles, es un tipo de rejilla metálica con patas cortas. Básicamente, para que el bizcocho quede lo más ligero y crujiente posible, es necesario que el bizcocho tenga la menor cantidad de agua posible. Enfriar el bizcocho en el molde o sobre la tabla de cocina hace que el vapor no se escape del bizcocho después de hornearlo y se acumule en forma de agua dentro del bizcocho. Por este motivo, es necesario utilizar la rejilla de enfriamiento de pasteles para eliminar el vapor lo más rápido posible.
- Plato giratorio para pasteles
- Báscula
- Batidora
- Moldes para pasteles
- Espátula para crema
- Rodillo
- Manga de repostería,

## Seguridad alimentaria
La vida útil de las tartas para la venta comercial depende de varios factores. Las tortas son productos de humedad intermedia propensos al crecimiento de moho. Los pasteles comerciales están frecuente y comúnmente expuestos a diferentes variedades de moho antes de ser envasados para la venta, incluidos Aspergillus flavus y varias penicillium, y Aspergillus niger. Se utilizan conservantes y absorbentes de oxígeno para controlar e inhibir el crecimiento de moho.
En los Estos Unidos de América los Centros para el Control y Prevención de Enfermedades CDC han recomendado no comer cruda la masa para pasteles porque puede contener microorgainsmos patógenos como Salmonella y Escherichia coli, junto con una serie de otras recomendaciones sobre su uso. La masa para pasteles utiliza harina cruda que puede contener bacterias vivas y presentar un peligro si se consume tal cual.

## Otras denominaciones
En Venezuela, Argentina y otros países de latinoamericanos, se le conoce al pastel (también llamado "pastelito" a un platillo latinoamericano que consiste en una masa a base de harina, huevos y mantequilla rellena de pollo desmechado, carne molida con especias, verduras y queso. Además de Colombia y España que también en conocido como torta.[cita requerida]